# Zonosaurus brygooi
Zonosaurus brygooi es una especie de lagarto del género Zonosaurus, familia Gerrhosauridae. Fue descrita científicamente por Lang & Böhme en 1990.
Habita en Madagascar. Puede medir hasta 30 centímetros.